# Henri Espelette
Pour les articles homonymes, voir Espelette.

a Compétitions nationales et continentales officielles uniquement.

Henri Espelette, né le 22 juillet 1890 à Urrugne et décédé le 6 septembre 1918 à Jumencourt  est un joueur français de rugby à XV. Il évolue au poste d'ouvreur avec la Section paloise.

## Carrière rugbystique

### Débuts à Mauléon
Henri Espelette famille est né le 22 juillet 1890 à Urrugne, au pays basque français, dans une famille gasconne originaire de Boucau.
Espelette entame sa carrière au SA Mauléon en 1e Série du Championnat de la Côte basque, en compagnie de Jean-Baptiste Brisé.

### Section paloise
Espelette rejoint Pau pour son service militaire au 18e RI en 1911. Espelette évolue alors au Stade palois (ancêtre de la Section, désormais équipe du 18e RI).
Puis, il signe à la Section Paloise, où une jeune génération de joueurs prometteurs avec Gilbert Pierrot et Victor Bernicha s'affirme sous les ordres du gallois Tom Potter. C'est d'ailleurs Potter qui le lance dans le grand bain.
Espelette se fait remarquer par la presse nationale, en particulier par Gaston Bénac. Espelette est sélectionné lors du match de sélection UFSA entre une équipe du Sud et une équipe de Probables le 7 décembre 1913 au stade de la Croix du Prince. Espelette est remplaçant, contrairement à Paul Lamouret, Gilbert Pierrot et Maurice Tournier, l'Autobus, ses coéquipiers de la Section paloise.
Avant la Première Guerre mondiale, Espelette est considéré comme l'un des demi d'ouverture les plus prometteurs du rugby français. Espelette est retenu pour les matches de sélection de l'équipe de France. Avec son compère sectionniste Lamouret à la mêlée, Espelette formait une charnière réputée qui a contribué à faire de la Section une force reconnue au niveau national avant-guerre.

## Première Guerre Mondiale
Au début de la Première Guerre mondiale, il s'engage volontairement au 18e RI, puis au 122e régiment d'infanterie où il devient lieutenant. Grièvement blessé au combat le 4 septembre 1918, Espelette décède finalement deux jours plus tard, le 6 septembre 1918 en première ligne, aux commandes de sa compagnie. 